# Quadricalcarifera franciscana
Quadricalcarifera franciscana är en fjärilsart som beskrevs av Sergius G. Kiriakoff 1963. Quadricalcarifera franciscana ingår i släktet Quadricalcarifera och familjen tandspinnare. Inga underarter finns listade.